# Asteroskopeío
Asteroskopeío (en grec moderne : Αστεροσκοπείο, en français : observatoire des étoiles) est un quartier d'Athènes, en Grèce, situé sur la colline du même nom
face à l'Acropole. Le quartier porte le nom de l'Observatoire national d'Athènes créé en 1842.

## Source
- (el) Cet article est partiellement ou en totalité issu de l’article de Wikipédia en grec moderne intitulé « Αστεροσκοπείο (Αθήνα) » (voir la liste des auteurs).